# 1310 Віллігера
1310 Віллігера (1310 Villigera) — астероїд, що перетинає орбіту Марса, відкритий 28 лютого 1932 року.
Тіссеранів параметр щодо Юпітера — 3,358.
Назва астероїда походить від імені Вальтера Віллігера (нім. Walter A. Villiger), швейцарського астронома, директора відділу астрономічних інструментів на заводах Carl Zeiss.